# Speocropia eugrapha
Speocropia eugrapha là một loài bướm đêm trong họ Noctuidae.